# Forte Spagnolo

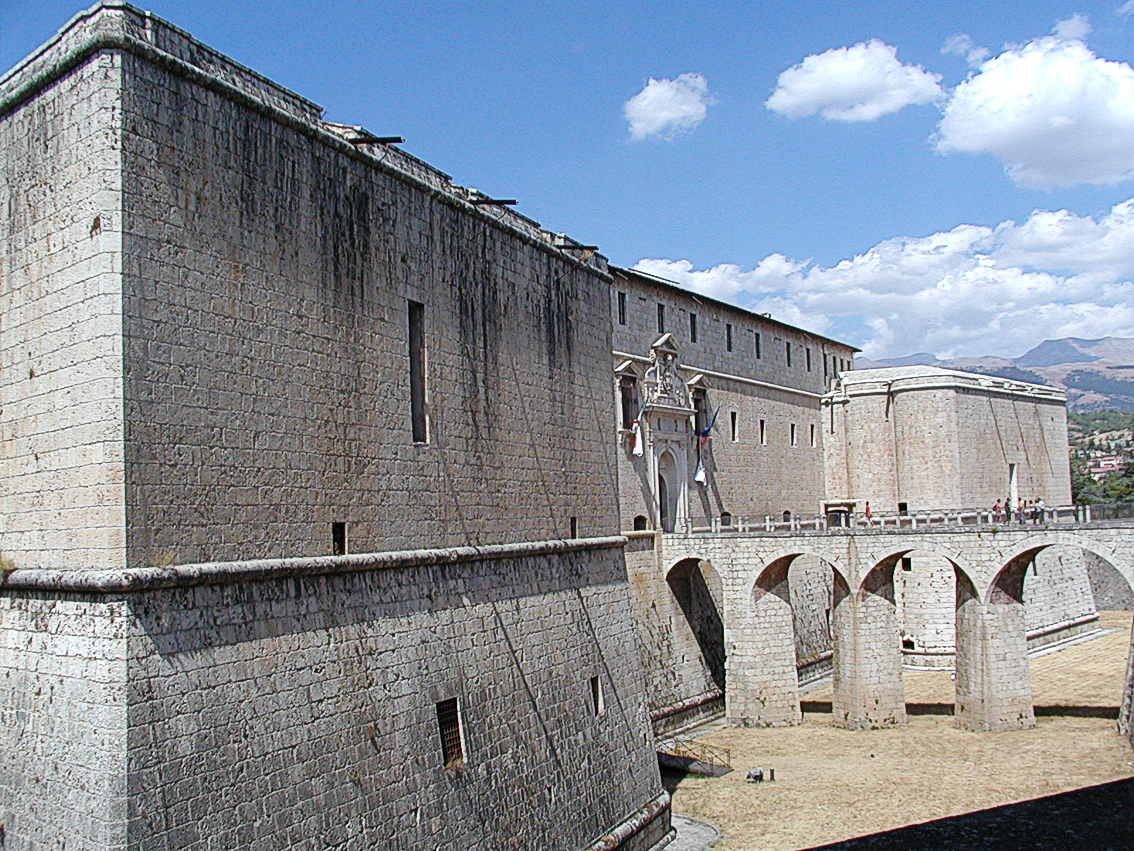
Forte Spagnolo

Das Forte Spagnolo (italienisch: Spanische Festung) in L’Aquila ist eine der beeindruckendsten Festungsanlagen der Renaissance in Mittel- und Süditalien. Von den Einheimischen wird es gemeinhin auch il Castello genannt. Beim Erdbeben 2009 wurde es schwer beschädigt und ist auch 10 Jahre nach dem Beben noch geschlossen.

## Geschichte
Im 15. Jahrhundert wuchs L’Aquila zur zweitmächtigsten Stadt des Königreichs Neapel heran. Es gab eine halbe Million Schafe, und Wolle und Safran wurden nach ganz Europa verkauft; all dies ging unglücklicherweise verloren, als die Aquilaner sich im Thronfolgestreit zwischen Franzosen und Spaniern auf die Seite der Franzosen schlugen. Im Jahr 1504 wurde die Stadt durch die spanischen Eroberer besetzt. Die Franzosen eroberten die Stadt 1527 mit der Unterstützung der Bürger und umliegenden Bevölkerung zurück. Doch bereits ein Jahr später besiegte der Vizekönig Filiberto von Oranje, der stellvertretend für Karl V von Spanien herrschte, die aquitanischen Rebellen endgültig. Zur Sicherung seiner Macht ordnete er die Errichtung einer Zwingburg auf dem höchsten Hügel nördlich der Stadt an. Genau dort hatte bereits König Ladislaus im Jahr 1401 eine Garnison errichten lassen, um die aufmüpfigen und rebellischen Aquilaner zu kontrollieren (ad reprimendam aquilanorum audaciam).
Das Projekt wurde dem gefeierten spanischen Architekten Don Pirro Aloisio Escriva anvertraut, einem großen Kenner der Feuerwaffen, der bereits begonnen hatte, das Castel Sant’Elmo (Neapel) in Neapel zu bauen. Die Entdeckung des Schießpulvers zwang zur Entwicklung neuer Verteidigungsmethoden. Escribá leitete das Projekt zwei Jahre lang, bevor er die Aufgabe an Gian Girolamo Escribà übergab.
Während der folgenden 30 Jahre führten die enormen Steuern, die für die Erbauung der Festung von der Stadtbevölkerung erhoben wurden, zu einer Verarmung der Stadt. Im Jahr 1567 flehte diese daher die Spanier an, den Weiterbau einzustellen; der königliche Hof gab dieser Bitte nach, und die Arbeiten wurden unterbrochen. Aus diesem Grund sind Teile der Festung niemals fertiggestellt worden. Die Errichtung der Festung kostete für die Zeit der Errichtung eine gewaltige Summe. Deshalb war Aquila gezwungen, auch den mit viel Silber ummantelten Kasten zu verkaufen, der den Körper des Heiligen Bernhardin von Siena enthielt.
Die Festung, die nicht zu dem Zweck errichtet wurde, die Stadt zu verteidigen, sondern ausschließlich dem Zweck diente, die Stadt zu kontrollieren (die Kanonen sind auf die Stadt gerichtet) und als komplett autonom versorgte Struktur funktionierte, wurde niemals belagert. Ihre ständig feuerbereiten Kanonen waren über Jahrhunderte still: das einzige Opfer war die Stadt selbst, deren Niedergang mit dem Baubeginn begann und sich unter der spanischen Herrschaft fortsetzte.
Im Jahr 1798 griffen die Stadtbürger die Festung an, die zu diesem Zeitpunkt von den Franzosen besetzt war, die in Italien eingefallen waren. Dieser Angriff blieb erfolglos. Danach diente das Gebäude als Gefängnis. Nach 1860 wurde es zu einem militärischen Hauptquartier. Im Zweiten Weltkrieg wurde die Festung von den Deutschen besetzt und beschädigt. Zwischen 1949 und 1951 wurde die Festung restauriert und beherbergt seitdem das Nationalmuseum der Abruzzen (Museo Nazionale d’Abruzzo).
Beim Erdbeben 2009 wurde vor allem das obere Stockwerk und die Brücke stark beschädigt. Im Sommer 2012 begannen die Arbeiten zur Wiederherstellung. Das Museum ist daher fünf Jahre nach dem Beben noch geschlossen.
Im Park neben der Forte Spagnolo wurde 2012 auf Kosten der Provinz Trient nach einem Plan von Renzo Piano ein provisorisches Auditorium erstellt, das den Konzertsaal in der Burg ersetzen soll.

## Architektur

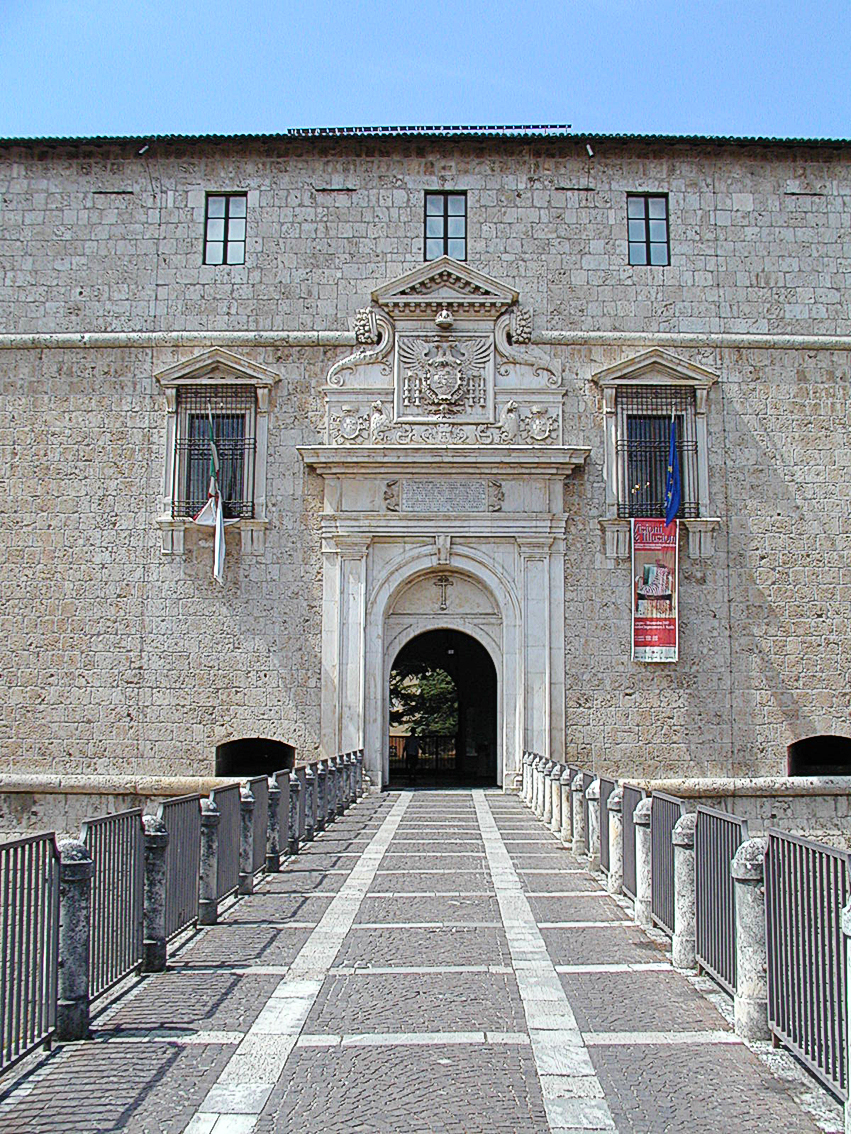
Tor

Escrivà plante eine gigantische Festung, die aus vier Bastionen bestehen sollte, die durch mächtige Mauern von 60 Meter Länge mit einer Mauerstärke von 30 m am Fuß und 5 m an der Spitze verbunden sein sollten. Die Mauern waren von massiven Zinnen bewehrt, die Schießscharten für Bogenschützen und Öffnungen für weitfeuernde Kanonen aufwiesen. Um die gesamte Festung befindet sich ein Graben (der niemals mit Wasser gefüllt war) mit einer Breite von 23 m und einer Tiefe von 14 m. Mit diesem sollte verhindert werden, dass die gegnerische Artillerie direkt den Wallsockel unter Beschuss nehmen konnte.
Escrivà vergaß kein Detail: Die abgeschrägten Wälle sollten das gegnerische Feuer auf die Seiten ableiten; jede Bastion bestand aus 2 getrennten und vollkommen autonomen Umgebungen – genannte Kasematten – für sich selbst gesehen beinahe eigenständige Festungen innerhalb der Festung. Auch wurde das Aquädukt der Stadt umgeleitet, um als erstes die Festung zu versorgen. Auch konnte so im Falle einer Rebellion der rebellischen Stadt die Wasserzufuhr abgeschnitten werden.
Darüber hinaus plante Don Pirro einen speziellen Antiminenkorridor, eine Art freien Raum zwischen äußerem und innerem Wall, der nur von einem Mann gleichzeitig begangen werden konnte (dieser ist heute noch zu besichtigen). Ziel dieser Maßnahme war es, die Festung vor Sappeuren zu schützen, die Stollen gruben, um die Wälle durch unterirdische Explosionen zum Einsturz zu bringen. Ein ganzer Hügel wurde abgetragen, um dessen weißen Stein zur Erbauung der Festung zu verwenden. Die Glocken der Stadt wurden eingeschmolzen, um daraus die Festungskanonen zu gießen.